# 글로리아 탤벗
글로리아 탤벗(영어: Gloria Talbott, 1931년 2월 7일 ~ 2000년 9월 19일)은 미국의 배우, 텔레비전 배우, 영화배우이다.
글렌데일에서 태어났으며 글렌데일에서 사망하였다. 사인은 신부전이다.

## 영화
- 네이키드 몬스터 (2005년)
- 아이 포 아이 (1966년)
- 거머리 여인 (1960년)
- 에이리언 몬스터 (1958년) - 마지 브래들리 패럴 역
- 조로 (1957년)
- 페리 메이슨 (1957년)
- 딜론 보안관 (1955년)
- 순정에 맺은 사랑 (1955년)
- 와이어트 어프의 삶과 전설 (1955년)
- 천사탈주 (1955년)
- 클라이막스! (1954년)
- 브룩클린의 나무 성장 (1945년)
- 메이타임 (1937년)